# Al-Mazar al-Janubi
al-Mazar al-Janubi (arabiska: المزار الجنوبي är en distriktshuvudort i Jordanien. Den ligger i provinsen al-Karak, 100 km söder om huvudstaden Amman. Antalet invånare är omkring 9 000.